# 吉野川市立上浦小学校
吉野川市立上浦小学校（よしのがわしりつ かみうらしょうがっこう）は、徳島県吉野川市鴨島町上浦にあった公立小学校。

## 概要
- 2015年5月30日、全校児童と地域住民が参加して上浦地区自主防災会主催の総合防災訓練が行われた[1]。

- 2015年12月2日、5、6年生が「向麻山をよくする会」会員とともに学校近くの向麻山公園でイルミネーションの飾り付けを実施した[2]。

### 校歌
- 作詞: 森遅日
- 作曲: 今川幹夫

## 沿革
- 1874年（明治7年） - 創立。
- 1888年（明治21年） - 独立し上浦尋常小学校となる。
- 1947年（昭和22年） - 徳島県麻植郡牛島村上浦小学校と改称。
- 1954年（昭和29年） - 町村合併のため麻植郡鴨島町上浦小学校となる。
- 2004年（平成16年） - 町村合併のため吉野川市立上浦小学校となる。
- 2023年（令和5年） - 休校。通学区域は吉野川市立牛島小学校に編入。

## 通学区域が隣接している学校
- 吉野川市立森山小学校
- 吉野川市立牛島小学校
- 石井町立高原小学校
- 石井町立浦庄小学校
- 神山町立広野小学校